# 咸徳柱
咸 徳柱（ハム・ドクチュ、韓国語：함덕주、1990年1月13日 - ）は、大韓民国の江原道出身のプロ野球選手（投手）。

## 経歴

### 斗山時代
2013年に韓国プロ野球新人ドラフトで斗山べアーズから5ラウンド指名を受けて入団した。
同年7月6日許敬民に代わって1軍に登録されると救援でプロ初登板を記録した。この時の結果は0.2イニングを投げて1失点だった。
2014年以降は左腕の中継ぎが不足するチーム事情から、李顕鎬とともにブルペンでは欠かせない存在になった。なお、李顕鎬は2015年に先発転向した。
2015年はレギュラーシーズンに平均自責点3点台、7勝2敗、2セーブ、16ホールドを挙げた。
しかしポストシーズンに進出した時にはNCダイノス相手のプレーオフ2回戦で下位打線相手に2失点、同3回戦では無死満塁のピンチを作る、三星ライオンズ相手の韓国シリーズ1回戦ではヤマイコ・ナバーロに3ランホームランを浴びるなど、全く活躍できなかった。
2018年には右の中継ぎとして重要な役割を為していた金江栗の大不振によりチャンスを得ると、クローザーとして活躍。そしてチーム内左腕投手で歴代最多セーブ記録を更新した。
さらに、2018年アジア競技大会韓国代表にも抜擢されてチームが金メダルを取るのに貢献し、兵役免除の恩恵を受けた。
2019年も開幕からクローザーを務めていた。だが、度重なるセーブ失敗やピンチを招く不安定な投球が続いたため二軍へ降格した。そして一軍に再昇格した後は主に敗戦処理の中継ぎとして起用された。
同年は最終的に出場した全ての試合で中継ぎあるいは抑えとして登場し、61試合登板で16セーブ7ホールドを記録して斗山のリーグ優勝に貢献した。また、2019 WBSCプレミア12 韓国代表に李映河とともに抜擢された。
プレミア12オープニングラウンドの対カナダ戦では8回に登場。しかし先頭を空振り三振に抑えるも後続に連打を浴び1失点した直後に曺尚佑と交代となった。オープニングラウンドでの登板はこの一度だけだった。
大会通算では救援で3試合に登板。3奪三振1失点という内容だった。
2020年も中継ぎ兼抑えとして活動していたが、一軍と二軍を行ったり来たりしていた。このようなときに本人も先発への転向を希望したため同年9月から李映河と入れ替わりで先発投手に配置転換されることが決まり、9月7日のSKワイバーンズ戦で転換後初の先発出場を達成。6イニングを投げて1被安打無四死球5奪三振無失点の好投を見せ、さらに味方打線の大量援護にも守られて2017年8月18日のKIAタイガース戦以来1115日ぶりの先発勝利を収めた。

### LG時代
2021年3月25日、蔡智善と2対2トレードでLGツインズへ移籍した。2023年シーズン終了後、初めてFAとなり、LGと2024年から契約期間4年で再契約した。

## プレースタイル・人物
ストレート、スライダー、カーブ、チェンジアップを投げる。
入団当時は揺れの大きいスライダーが良い評価を受けていたが、現在は落差の大きいチェンジアップがさらにいい評価を受けている。
上記のような球種を使って打たせてとるスタイルを得意とするが、変化球がうまく決まらずに痛打されることも多い。ただし投球回数を上回る奪三振を記録しているシーズンがいくつもあるため、三振を奪うことも苦手ではない。

## 詳細情報

### 年度別投手成績
| 年 度      | 球 団      | 登 板 | 先 発 | 完 投 | 完 封 | 無 四 球 | 勝 利 | 敗 戦 | セ 丨 ブ | ホ 丨 ル ド | 勝 率 | 打 者 | 投 球 回 | 被 安 打 | 被 本 塁 打 | 与 四 球 | 敬 遠 | 与 死 球 | 奪 三 振 | 暴 投 | ボ 丨 ク | 失 点 | 自 責 点 | 防 御 率 | W H I P |
| ---------- | ---------- | ----- | ----- | ----- | ----- | -------- | ----- | ----- | -------- | ----------- | ----- | ----- | -------- | -------- | ----------- | -------- | ----- | -------- | -------- | ----- | -------- | ----- | -------- | -------- | ------- |
| 2013       | 斗山       | 3     | 0     | 0     | 0     | 0        | 0     | 0     | 0        | 0           | ----  | 12    | 1.1      | 6        | 0           | 2        | 0     | 0        | 2        | 2     | 0        | 5     | 5        | 33.75    | 6.00    |
| 2014       | 斗山       | 31    | 0     | 0     | 0     | 0        | 1     | 0     | 0        | 2           | 1.000 | 111   | 26.1     | 24       | 2           | 12       | 0     | 1        | 23       | 2     | 0        | 13    | 13       | 4.44     | 1.37    |
| 2015       | 斗山       | 68    | 0     | 0     | 0     | 0        | 7     | 2     | 2        | 16          | .778  | 278   | 61.2     | 52       | 4           | 46       | 1     | 2        | 76       | 2     | 1        | 30    | 25       | 3.65     | 1.59    |
| 2016       | 斗山       | 15    | 0     | 0     | 0     | 0        | 0     | 0     | 0        | 0           | ----  | 46    | 8.2      | 10       | 0           | 11       | 1     | 0        | 7        | 2     | 0        | 6     | 6        | 6.23     | 2.42    |
| 2017       | 斗山       | 35    | 24    | 0     | 0     | 0        | 9     | 8     | 0        | 2           | .529  | 598   | 137.1    | 128      | 8           | 64       | 2     | 4        | 139      | 3     | 1        | 61    | 56       | 3.67     | 1.40    |
| 2018       | 斗山       | 62    | 0     | 0     | 0     | 0        | 6     | 3     | 27       | 3           | .667  | 293   | 67.0     | 58       | 4           | 37       | 3     | 4        | 75       | 4     | 0        | 23    | 22       | 2.96     | 1.42    |
| 2019       | 斗山       | 61    | 0     | 0     | 0     | 0        | 2     | 5     | 16       | 7           | .286  | 236   | 54.2     | 39       | 6           | 34       | 4     | 1        | 48       | 2     | 0        | 24    | 21       | 3.46     | 1.34    |
| 2020       | 斗山       | 36    | 6     | 0     | 0     | 0        | 5     | 1     | 10       | 2           | .833  | 240   | 55.1     | 55       | 2           | 21       | 2     | 0        | 55       | 7     | 0        | 25    | 24       | 3.90     | 1.37    |
| 2021       | LG         | 16    | 3     | 0     | 0     | 0        | 1     | 2     | 0        | 1           | .333  | 98    | 21.0     | 20       | 2           | 13       | 1     | 3        | 18       | 2     | 0        | 11    | 10       | 4.29     | 1.57    |
| 2022       | LG         | 13    | 0     | 0     | 0     | 0        | 0     | 0     | 0        | 0           | ----  | 58    | 12.2     | 9        | 0           | 11       | 0     | 1        | 13       | 0     | 0        | 3     | 3        | 2.13     | 1.58    |
| 2023       | LG         | 57    | 0     | 0     | 0     | 0        | 4     | 0     | 4        | 16          | 1.000 | 222   | 55.2     | 32       | 1           | 22       | 1     | 2        | 59       | 0     | 0        | 12    | 10       | 1.62     | 0.97    |
| 2024       | LG         | 15    | 0     | 0     | 0     | 0        | 0     | 1     | 0        | 3           | .000  | 54    | 11.2     | 13       | 2           | 7        | 0     | 1        | 8        | 0     | 0        | 7     | 7        | 5.40     | 1.71    |
| 通算：12年 | 通算：12年 | 412   | 33    | 0     | 0     | 0        | 35    | 22    | 59       | 49          | .614  | 2246  | 513.1    | 446      | 31          | 280      | 15    | 19       | 523      | 26    | 2        | 220   | 202      | 3.54     | 1.41    |

- 2024年度シーズン終了時

### 背番号
- 48 （2013年）
- 61 （2014年 - 2017年）
- 1 （2018年 - 2021年3月）
- 53 （2021年3月 - 7月）
- 11 （2021年7月 - ）